# Skyranger 30

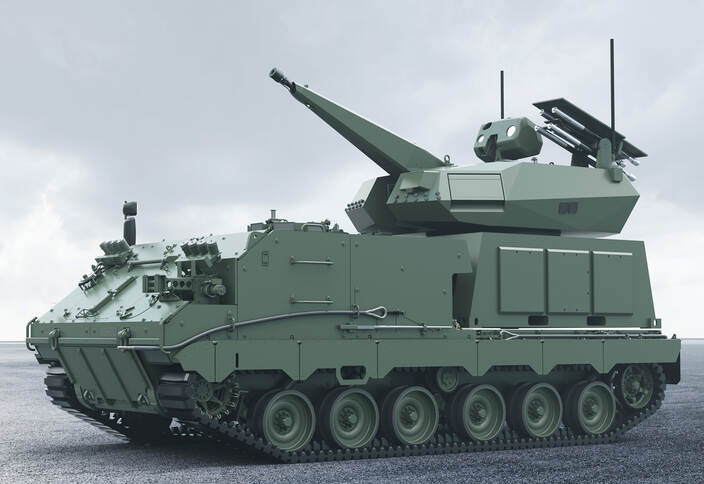
Skyranger 30 na platformě ACSV G5 pro Nizozemsko

Skyranger 30 je věžový systém protivzdušné obrany krátkého dosahu vyvinutý společností Rheinmetall Air Defence AG (dříve Oerlikon). Ve své výzbroji kombinuje kanón a řízené střely. Důraz je u něj kladen na účinnost proti bezpilotním letounům. Poprvé byl představen roku 2021. Může být osazen na různé kolové i pásové platformy. Nasazen může být samostatně, i jako součást síťového systému protivzdušné obrany. Je součástí evropské iniciativy Sky Shield.

## Historie

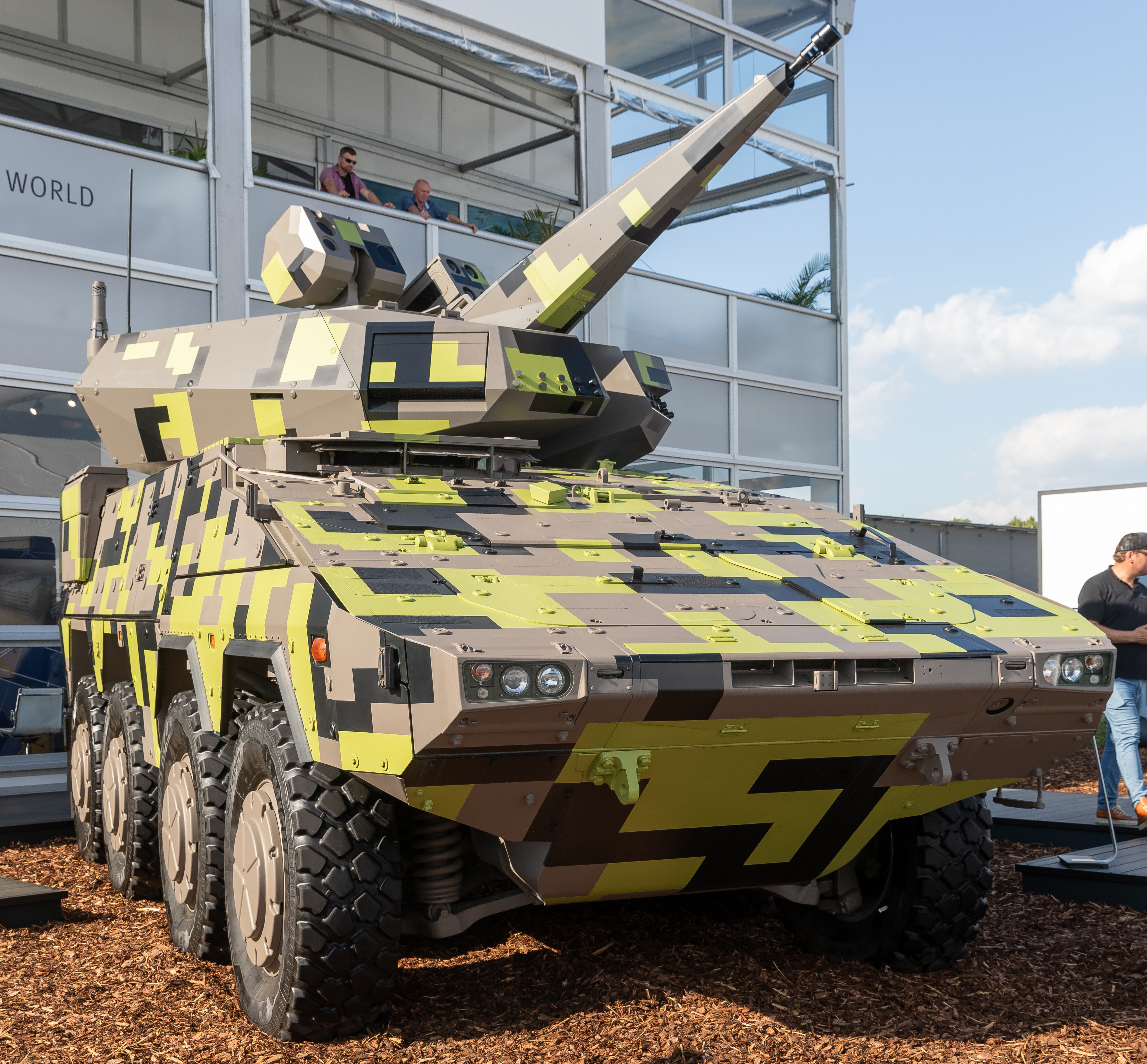
Skyranger 30 na podvozku obrněného transportéru Boxer na německém veletrhu ILA 2024

Vývoj systému Skyranger 30 byl reakcí na nedostatečné schopnosti armád států NATO v boji proti taktickým bezpilotním letadlům. Význam této schopnosti ukázala druhá válka o Náhorní Karabach v roce 2020 a Ruská invaze na Ukrajinu od roku 2022. Systém konstrukčně navázal na starší a těžší Skyranger 35. Jeho menší hmotnost umožňuje jeho osazení na širší spektrum platforem. Poprvé byl představen v roce 2021. Roku 2022 Rheinmetall představil verzi bojového modulu Skyranger 30 HEL (High-Energy Laser), u něhož kanón a řízené střely doplnil ještě laser.
Maďarsko v prosinci 2023 objednalo integraci věže Skyranger 30 na pásové obrněné vozidlo KF41 Lynx.
V únoru 2024 Německo objednalo výrobu prototypu Boxer Skyranger 30 A3 na podvozku kolového obrněného transportéru Boxer, osmnáct sériových vozidel (tři baterie po šesti vozidlech) s opcí na dalších třicet. Cena zakázky je 650 milionů Euro (16,5 miliardy Kč). Vozidla Boxer Skyranger zajistí vojskovou protivzdušnou obranu budovaných vysoce mobilních středních sil německé armády (Mittlere Kräfte). Zároveň představují jeden z prvků budované vícevrstvé integrované protivzdušné obrany německé armády pro krátký a střední dosah LVS NNbS (Luftverteidigungssystems für den Nah- und Nächstbereichsschutz). Dalším prvkem je raketový systém středního dosahu IRIS-T SLM.
Roku 2024 Rakousko objednalo 36 systémů Skyranger 30 na podvozku kolového obrněného transportéru Pandur EVO 6×6 s opcí na dalších devět. Zvoleny byly řízené střely Mistral. Dodávky mají začít roku 2026. Dánsko projevilo zájem o patnáct systému na podvozku kolového obrněného vozidla MOWAG Piranha V.
V roce 2025 společnost Rheinmetall dodala německé armádě prototypový systém Skyranger 30 ke zkouškám. Kromě 30mm kanónu bude vyzbrojen řízenými střelami Stinger. Dodávky sériových vozidel mají být zahájeny v letech 2027–2028.
V lednu 2025 oznámilo nizozemské ministerstvo obrany, že plánuje koupit dvaadvacet systémů Skyranger 30.

## Popis

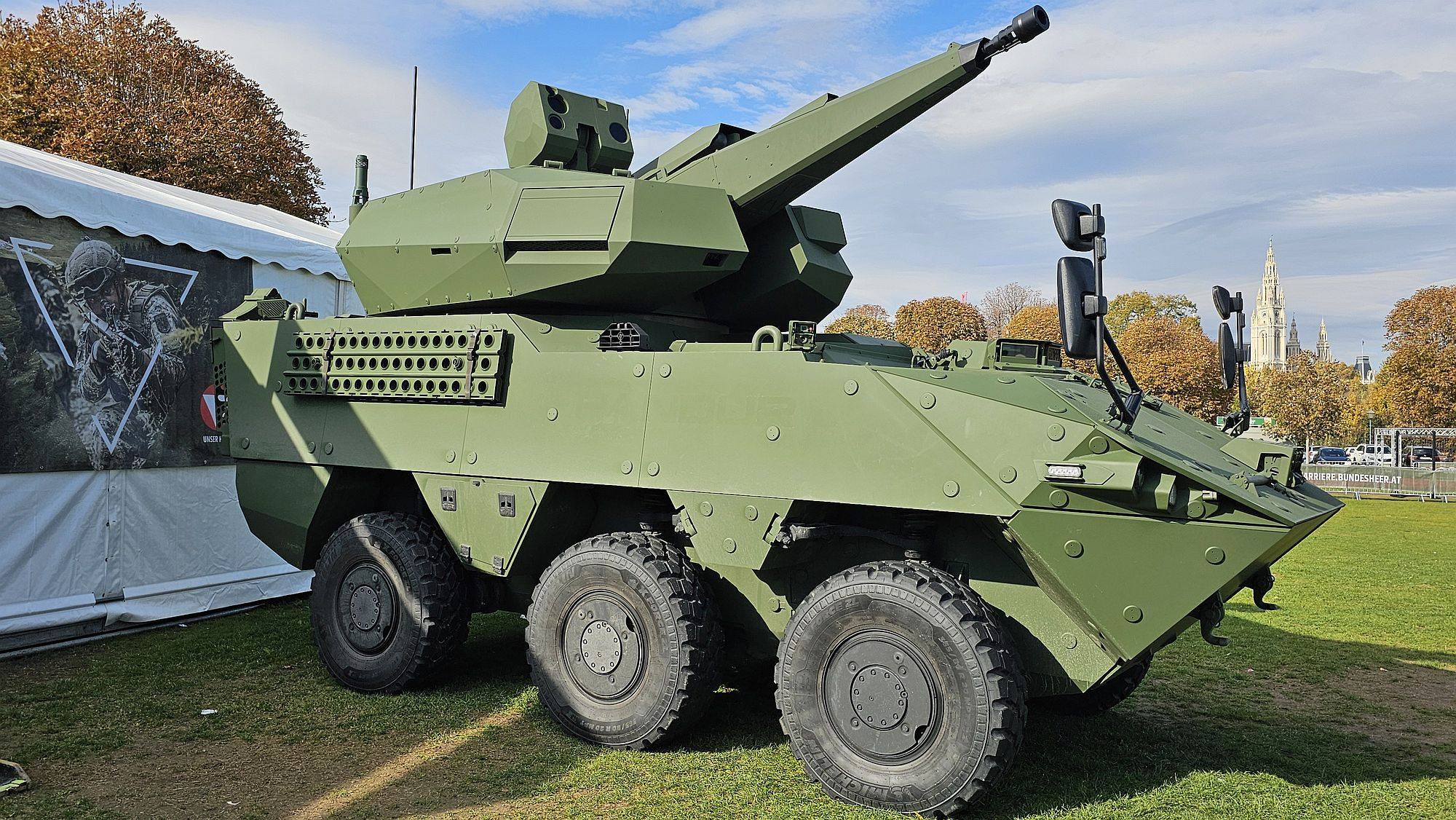
Prototypový Skyranger 30 na podvozku Pandur EVO pro Rakousko

Systém Skyranger 30 může plnit úkoly autonomně, ale i jako součást síťového systému protivzdušné obrany. Hmotnost věže je 2–2,5 tuny. Je vybavena 30mm kanónem Oerlikon KCE, střílejí municí 30×173 mm, protiletadlovými řízenými střelami (dva až čtyři kusy) a senzory pro detekci cílů. Programovatelná a ve vzduchu vybuchující (airburst) munice AHEAD (Advanced Hit Efficiency And Destruction) mu dává dobré schopnosti boje s drony. Střela se programuje při průchodu hlavní. Efektivní dostřel kanónu je 3000 metrů. Kadence je 16 výstřelů za sekundu a v zásobníku je 250 nábojů. Systém řízení palby byl převzat ze Skyrangeru 35. Využívány mohou být protiletadlové řízené střely různých typů s infračerveným naváděním, nebo laserovým naváděním (APKWS, Stinger, Mistral). Modul je opatřen pěti plochými radiolokátory Hensoldt typu AESA (pásmo S) s 360° pokrytím a optronickou senzorovou hlavici s termálním a televizním kanálem a dvojicí laserových dálkoměrů.

## Uživatelé
Německo

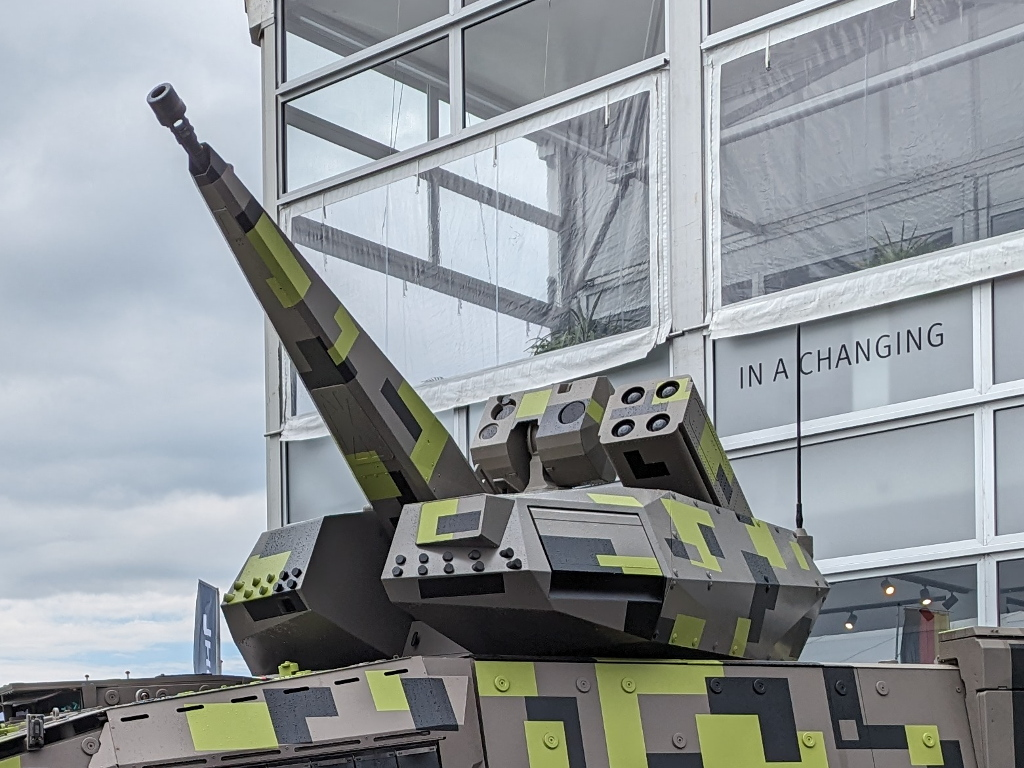
Detail věže systému Skyranger 30

- Roku 2025 dodán prototyp. Objednáno osmnáct sériových vozidel. Plaftorma Boxer.[1]

### Budoucí uživatelé
Dánsko
- Plánován nákup 16 systémů. Platforma MOWAG Piranha V.

 Nizozemsko
- Plánován nákup 22 systémů. Platforma ACSV G5.

 Rakousko
- Objednáno 36 systémů. Platforma Pandur EVO 6×6.